# Johann Benedict Listing
Johann Benedict Listing (25 juillet 1808 à Francfort-sur-le-Main - 24 décembre 1882 à Göttingen) est un mathématicien allemand.

## Biographie
Il entre en 1830 à l'Université de Göttingen, où il est l'élève de Gauss. En 1834, il soutient sa thèse intitulée De superficiebus secundi ordinis. Il est le premier à employer le mot topologie, au lieu du terme usuel geometria situs, voulant marquer ainsi l'autonomie croissante de cette discipline.
Il enseigne les mathématiques à Hanovre à partir de 1837, puis se voit attribuer en 1839 une chaire de physique. En 1847, il publie Vorstudien zur Topologie. En 1858, il découvre les propriétés topologiques de la surface aujourd'hui connue sous le nom de ruban de Möbius, de façon indépendante de ce dernier. En 1862, dans son ouvrage Der Census raumlicher Complexe oder Verallgemeinerung des Euler'schen Satzes von den Polyedern, il généralise la caractéristique d'Euler des polyèdres aux complexes simpliciaux.
Il étudie également la physiologie de l'œil ; on lui doit en particulier la loi de Listing, qui gouverne les orientations de l'œil dans l'orbite lors de saccades oculaires. 
Il s'intéressa également à la géodésie et on lui doit le terme de géoïde.